# Aloe forbesii
Aloe forbesii es una pequeña especie de Aloe sin tallo que es originaria de  Socotra, Yemen.

## Descripción
Aloe forbesii crece sin tallo o muy corto,, formando grupos pequeños o simples. Con 16 a 20 hojas lanceoladas forman densas rosetas. La lámina de color verde turbio es de 25 cm de largo y 6 a 7 cm de ancho. Los dientes brillantes en el margen de la hoja miden 0,5 a 1 mm de largo y están de 4 a 8 mm de distancia. La inflorescencia consta de cinco o más ramas y alcanza una longitud de 60 a 80 centímetros.  Las flores son de color escarlata brillante encontrándose en el tercio inferior.  Las flores son de 22 a 24 milímetros de largo y estrechas en su base. Por encima del ovario , las flores se estrecharon y luego extenderse a la boca. Tienen un número de cromosomas de 2n = 14.

## Taxonomía
Aloe forbesii fue descrita por Balf.f. y publicado en Nat. Hist. Sokotra 511 (1903).
Etimología
Aloe: nombre genérico de origen muy incierto. Podría ser derivado del griego άλς, άλός (als, alós), "sal" - dando άλόη, ης, ή (aloé, oés) que designaba tanto la planta como su jugo - debido a su sabor, que recuerda el agua del mar. De allí pasó al latín ălŏē, ēs con la misma acepción, y que, en sentido figurado, significaba también "amargo". Se ha propuesto también un origen árabe, alloeh, que significa "la sustancia amarga brillante"; pero es más probablemente de origen complejo a través del hebreo: ahal (אהל), frecuentemente citado en textos bíblicos.
forbesii: epíteto otorgado en honor del botánico Henry Ogg Forbes. 